# Франтц, Константин Константинович
Франтц Константин Константинович (11 марта 1921 — 1981) — контр-адмирал, специалист в области разработки и боевого применения морского ракетного оружия Военно-морского флота, военно-морской теоретик, участник Великой Отечественной войны, защитник Ленинграда.

## Биография
Франтц Константин Константинович родился 11 марта 1921 года в Ленинграде. В 1941 году закончил обучение в Высшем военно-морском училище им. М. В. Фрунзе. Позднее в 1942 году окончил Высшие специализированные офицерские классы Военно-морского флота. И уже в 1953 году прошёл обучение в Военно-морской академии кораблестроения и вооружения им. А. Н. Крылова.
С 1960 года приступил к разработке проекта системы морской космической разведки. А также занимался целеуказанием для обеспечения использования противокорабельных ракет на загоризонтные дальности. В период с 1961 по 1966 год занимал должность руководителя НИИ ракетно-артиллерийского вооружения Военно-морского флота. С 1966 по 1981 год был назначен заместителем руководителя НИИ. Лично. руководил деятельностью по созданию и испытанию противокорабельных орудий, среди которых были ракеты: «Вулкан», «Гранит», «Малахит», «Базальт».
Скончался в 1981 году в Ленинграде, был захоронен на кладбище неподалёку от Комарово.

## Награды
- Орден Красного Знамени, 03.11.1944
- Орден Ленина[3], 21.02.1945
- Медаль «За победу над Германией в Великой Отечественной войне 1941—1945 гг.»[4], 09.05.1945
- Орден Красного Знамени, 06.11.1947